# Java 2D
En informàtica, Java 2D és una API per a dibuixar gràfics en dues dimensions utilitzant el llenguatge de programació Java. Cada operació de dibuix de Java 2D pot ser tractada en última instància com l'ompliment d'una forma utilitzant una pintura i fent la composició del resultat per pantalla.

## Organització
Java 2D i la documentació són disponibles per a la seva descàrrega com a part del JDK 6. Les classes de l'API de Java 2D s'organitzen amb els següents paquets al JDK 6:
- java.awt Aquest és el paquet principal de Java Abstract Window Toolkit.
- java.awt.geom Aquesta és la llibreria de formes geomètriques bidimensionals estàndard de Java com línies, el·lipses i quadrilàters.
- java.awt.font Aquesta és la llibreria per a la manipulació de glifs a Java.
- java.awt.color Aquesta és la lliberia d'eines per fer front a les diferents maneres en què el color es pot representar.
- java.awt.image Aquesta és la lliberia per a la manipulació d'imatges gràfiques.
- java.awt.image.renderable
- java.awt.print Aquesta és la lliberia d'eines per a escriure a un paper.

## Conceptes bàsics
Aquests objectes són una part necessària de cada operació de dibuix de Java 2D.

### Formes
Una forma en Java 2D és una frontera infinitament prima que defineix el que està dintre i el que està fora. Els píxels que són dins de la forma es veuen afectats per l'operació de dibuix, i els de fora no ho estan.
Tractant d'omplir un segment de línia recta infinitament prima, es traduirà amb cap píxel afectat, per tant una figura que no conté cap píxel. En canvi, s'ha d'utilitzar un rectangle prim de manera que la figura contingui alguns píxels.

### Pintures
Una pintura genera els colors que s'utilitzarà per a l'operació d'omplir per a cada píxel. La més senzilla és la pintura java.awt.Color, que genera el mateix color per a tots els píxels. Més complexes poden produir gradients de pintures, imatges, o qualsevol combinació de colors. L'ompliment d'una forma circular utilitzant el color groc dona lloc a un cercle sòlid groc, mentres omplim la mateixa forma circular utilitzant una pintura es produeix un tall a la imatge.

### Composicions
Durant qualsevol operació de dibuix, hi ha una font (els píxels que es produeixen per la pintura) i un destí (els píxels ja a la pantalla). Normalment, la font de píxels simplement sobreescriu els píxels al destí, però la composició permet canviar aquest comportament.
La composició, té en compte l'origen i el destí dels píxels, produeix el resultat final que en última instància, acaba a la pantalla. La composició més comuna és java.awt.AlphaComposite, permet tractar als píxels que es dibuixen com a parcialment transparents, per tal que en certa manera mostri els pixels resultants.

### Ompliment
Per omplir una forma, el primer pas és identificar els píxels que cauen dins de la forma. Aquests píxels es veuran afectats per l'operació d'omplir. Els píxels que estan parcialment dins i parcialment fora de la forma es poden veure afectats en menor grau en cas que estigui activat l'anti-aliasing.
Es demana que La pintura generi un color per a cadascun dels píxels que es van a pintar. En el cas comú d'omplir amb un color sòlid, cada píxel s'establirà amb el mateix color.
La composició té els píxels generats per la pintura i els combina amb els píxels ja en pantalla per obtenir el resultat final.